# Spandiepte
Spandiepte (Engels: depth of control) is in het management het aantal niveaus waaraan effectief (in)direct leiding wordt gegeven. Het gaat hier om de mate waarin de wil van de leider tot de laagste organisatieniveaus doordringt.

## Bron
- N. van Dam, J Marcus, Een praktijkgerichte benadering van organisatie en management.